# Ficus hirta
Ficus hirta är en mullbärsväxtart. Ficus hirta ingår i släktet fikonsläktet, och familjen mullbärsväxter.

## Underarter
Arten delas in i följande underarter:
- F. h. dumosa
- F. h. hirta
- F. h. roxburghii
- F. h. triloba
- F. h. brevipila
- F. h. imberbis